# Kaggalipura, Malavalli
Kaggalipura là một làng thuộc tehsil Malavalli, huyện Mandya, bang Karnataka, Ấn Độ.